# Haploniscus hamatus
Haploniscus hamatus is een pissebed uit de familie Haploniscidae. De wetenschappelijke naam van de soort is voor het eerst geldig gepubliceerd in 1985 door Lincoln.